# Ernesto Imbassahy de Mello
Ernesto Imbassahy de Mello (Rio de Janeiro, 25 de julho de 1908 — Niteroi, 12 de junho de 1993) foi um advogado brasileiro. 

## Biografia
Ernesto Imbassahy de Mello nasceu no Rio de Janeiro, filho de Vital Modesto da Silva Mello e de Judith Imbassahy de Mello. Foi casado com Acácia Brazil de Mello, filha do cientista Vital Brazil, com quem teve 3 filhos: Livia Brazil de Mello, Raul Brazil Imbassahy de Mello e Luiz Ernesto Vital Brazil Imbassahy de Mello.
Iniciou suas atividades laborais aos 17 anos de idade na Companhia Brasileira de Energia Elétrica CBEE. Em sua juventude, foi atleta praticando natação e polo aquático no Clube de Regatas Icaraí.
Em 1935 concluiu o curso de Direito pela Faculdade de Direito de Universidade do Rio de Janeiro. Cursou Economia na Comissão Econômica para a América Latina e o Caribe CEPAL e concluiu o curso da Escola Superior de Guerra ESG.
Exerceu atividades de direção nas seguintes instituições e empresas: Escola Henrique Lage; Instituto Vital Brasil; Companhia de Águas e Esgotos de Niteroi; ACESITA - Aços Especiais Itabira; Companhia Mineira de Cimento Portland; e  Companhia de Laminação e Cimento Pains, em Minas Gerais.
Foi admitido ao Rotary Club de Niteroi em 4 de julho de 1935, Clube que presidiu em 1942-1943. Exerceu a função de Governador do Distrito 27  entre 1943-1944 e Presidente mundial do Rotary International entre 1975-1976, sendo o segundo entre três brasileiros a ocuparem esse cargo.  Como Presidente mundial adotou o lema Dignificar o ser Humano.

## Homenagens
- As cidades de Niteroi, no estado do Rio de Janeiro[6] e Araçatuba, no Estado de São Paulo denominam ruas com seu nome.
- Condecorado no grau de Comendador pelos Governos do Brasil,  Panamá, República Dominicana, Colômbia e Itália.[2]
- Imortalizado como Patrono da Cadeira nº 7 da Academia Brasileira Rotária de Letras ABROL<ref>https://www.abrol.org.br/os-academicos e da Cadeira nº 4 da Academia Rotária de Letras da Cidade do Rio de Janeiro ABROL Rio<ref>https://abrol-rio.com.br/membro/ernesto-imbassahy-de-mello/<ref>